# Ex-evangélico
O termo ex-evangélico designa aqueles que nasceram em famílias evangélicas, ou se converteram a alguma denominação cristão evangélica, porém não estão mais vinculados a nenhuma delas. Segundo o último censo do IBGE, cerca de 4 milhões de brasileiros se enquadram nesta categoria.
De acordo com o último Censo, o Brasil tem mais de 48 milhões de não-católicos, dentre os quais uns 28 milhões são evangélicos. Estima-se que 27,6% dos jovens entre 5 e 9 anos não nasceram em famílias católicas. Isto revela que mudanças profundas estão a acontecer na sociedade brasileira. O catolicismo já não é o único referencial religioso válido para a elaboração de princípios e valores. Contudo, o grande nível de heterogeneidade entre os evangélicos, com suas múltiplas denominações religiosas, gera constantes embates entre os fiéis. Na prática, cada igreja dita evangélica é uma religião autônoma com suas próprias ênfases teológicas, liturgias e lideranças específicas. Nenhum órgão tem autoridade para representar os evangélicos como um todo.